# Wacław Gajewski

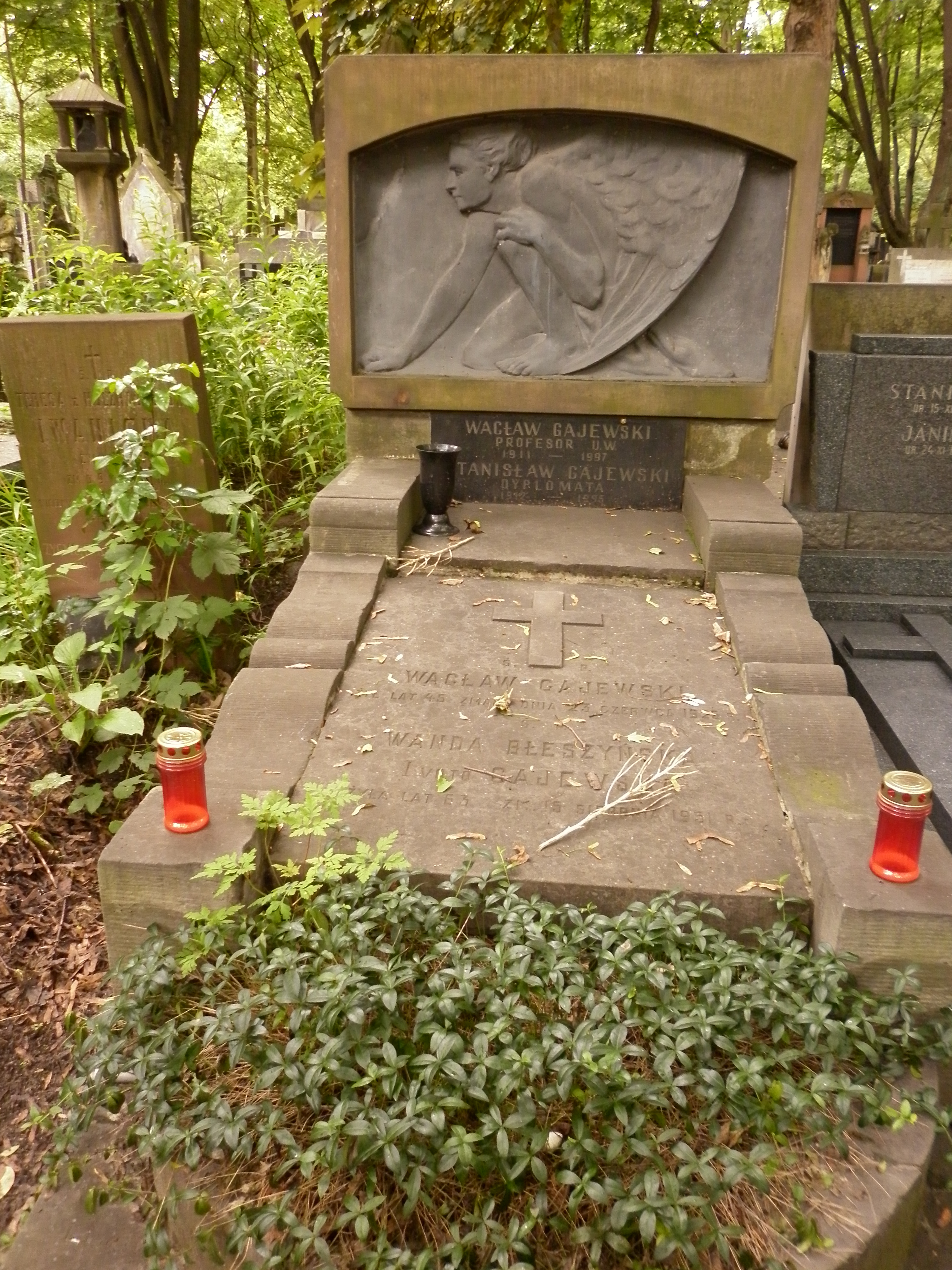
Grób Stanisława i Wacława Gajewskich na cmentarzu Powązkowskim w Warszawie

Wacław Tadeusz Gajewski (ur. 28 lutego 1911 w Krakowie, zm. 12 grudnia 1997 w Warszawie) – polski genetyk, członek PAU i PAN, jeden z najważniejszych twórców polskiej genetyki po okresie łysenkizmu, autor pierwszych polskich podręczników genetyki. Jako jeden z niewielu polskich naukowców, w okresie stalinizmu nie przystał na prowadzenie zajęć naukowych według oficjalnej, partyjnej linii.

## Życiorys
Urodził się w rodzinie Wacława Stanisława (1880–1925) i Wandy, z domu Landau (1884–1951). Zmarły tragicznie ojciec był z wykształcenia chemikiem i asystentem na Uniwersytecie Jagiellońskim oraz dyrektorem Syndykatu Hodowlanego, matka – absolwentka nauk przyrodniczych na Uniwersytecie w Lozannie – po śmierci ojca pracowała jako nauczycielka. Wacław miał brata Stanisława – dyplomatę, urzędnika państwowego, ambasadora PRL we Francji (1954–1961).
W 1932 wydał pierwszą publikację pt. „Szczątki flory pierwotnej w jarze Dniestru”. Studia na Uniwersytecie Warszawskim ukończył w 1934. Pracę doktorską obronił w 1937, w latach 1937–1946 pracował jako asystent w Ogrodzie Botanicznym UW w Warszawie. W okresie przedwojennym jego badania dotyczyły głównie geografii roślin, w tym flory Podola, w 1937 ukazała się jego praca Elementy flory polskiego Podola, opublikowana w Planta Polonica. W 1946 otrzymał tytuł docenta, w 1950 został członkiem Polskiej Akademii Umiejętności.
Po II wojnie światowej zajął się cytogenetyką roślin i genetyką molekularną. W 1949 klasyczna genetyka miała ustąpić miejsca łysenkizmowi – „nowej biologii” obowiązującej w okresie stalinowskim w Związku Radzieckim i krajach bloku komunistycznego. Propagatorami łysenkizmu w Polsce byli wówczas tacy naukowcy jak Włodzimierz Michajłow, Kazimierz Petrusewicz czy rektor UJ, Teodor Marchlewski. Gajewski należał do nielicznego grona polskich biologów, którzy odmówili wykładania łysenkizmu. W związku z tym nie mógł prowadzić zajęć ze studentami, pozwolono mu jednak na pracę w Ogrodzie Botanicznym UW. W 1954 otrzymał tytuł profesora nadzwyczajnego. 19 stycznia 1955 został odznaczony Medalem 10-lecia Polski Ludowej.
W 1956 rozpoczął pracę wykładowcy na Uniwersytecie Warszawskim, a jego wykłady przez wiele lat cieszyły się olbrzymią popularnością. W 1958 pod jego kierownictwem powstał Zakład Genetyki na Wydziale Biologii i Nauk o Ziemi Uniwersytetu Warszawskiego, a w 1961 Zakład Genetyki Ogólnej PAN, który później wszedł w skład Instytutu Biochemii i Biofizyki PAN (IBB). W 1964 otrzymał tytuł profesora zwyczajnego. W latach 1967–1981 był dyrektorem IBB. W 1958 został członkiem korespondentem, a w 1969 członkiem rzeczywistym Polskiej Akademii Nauk. W 1989 należał do odnowicieli Polskiej Akademii Umiejętności. W 1986 otrzymał Nagrodę „Problemów” za wytrwałą, wieloletnią popularyzację biologii.

## Życie prywatne
W 1937 w Warszawie zawarł związek małżeński z Anną Romaną, z domu Bogdani. W 1966 rozwiódł się z nią.
Zmarł w Warszawie. Został pochowany na cmentarzu Powązkowskim (kwatera 224-1-9).

### Działalność w opozycji
W latach siedemdziesiątych Gajewski był związany z opozycją. W styczniu 1976 podpisał list protestacyjny do Komisji Nadzwyczajnej Sejmu PRL przeciwko zmianom w Konstytucji Polskiej Rzeczypospolitej Ludowej. W 1978 został sygnatariuszem deklaracji założycielskiej Towarzystwa Kursów Naukowych, a później także jego wykładowcą. 20 sierpnia 1980 roku podpisał apel 64 uczonych, pisarzy i publicystów do władz komunistycznych o podjęcie dialogu ze strajkującymi robotnikami. W grudniu 1981 wraz ze swoim przyjacielem Władysławem Kunickim-Goldfingerem należał do dwóch członków PAN, których nakazano internować. Przypadkiem udało mu się jednak uniknąć aresztowania aż do momentu, w którym cofnięto nakaz za wstawiennictwem PAN. Podczas stanu wojennego prowadził działalność podziemną, m.in. jako kurier przenoszący pieniądze przeznaczone przez Piotra Słonimskiego na stypendia dla naukowców, którzy w wyniku stanu wojennego utracili pracę.

### Praca naukowa
Wacław Gajewski był autorem prac naukowych w dziedzinach genetyki i ewolucji. W latach pięćdziesiątych badał cytogenetykę i ewolucję rodzaju kuklik (Geum). Później zajął się genetyką grzybów. W roku 1990 opublikował w Quarterly Review of Biology wspomnienie o łysenkizmie w Polsce.

## Publikacje
- Wacław Gajewski: Genetyka. Warszawa: Państwowe Wydawnictwo Rolnicze i Leśne, 1963. Brak numerów stron w książce
- Wacław Gajewski: Genetyka ogólna i molekularna. Warszawa: Państwowe Wydawnictwo Naukowe, 1974. Brak numerów stron w książce
- Wacław Gajewski: Jak poznawano zjawisko dziedziczności. Warszawa: Państwowe Zakłady Wydawnictw Szkolnych, 1968. Brak numerów stron w książce
- Wacław Gajewski: Pasożytnicze rośliny kwiatowe. Warszawa: Państwowe Zakłady Wydawnictw Szkolnych, 1962. Brak numerów stron w książce
- Wacław Gajewski, Piotr Węgleński: Inżynieria genetyczna. Państwowe Wydawnictwo Naukowe, 1980. Brak numerów stron w książce